# Alko
Alko Inc. es el monopolio nacional de venta minorista de bebidas alcohólicas en Finlandia. Es la única tienda del país que vende cerveza con más de 5,5% ABV, vino (excepto en viñedos) y licores. Las bebidas alcohólicas también se venden en restaurantes y bares autorizados, pero sólo para consumo en el local.

## Historia
De 1919 a 1932, la distribución y el consumo de bebidas alcohólicas estuvieron prohibidos en Finlandia. Cuando el gobierno finlandés levantó la prohibición en 1932 tras un referéndum, crearon una empresa llamada Oy Alkoholiliike Ab, que era propiedad exclusiva del gobierno.
Las primeras tiendas se abrieron el 5 de abril de 1932. Durante la Guerra de Invierno de 1939-40, la empresa produjo en masa cócteles molotov para el ejército finlandés, con una producción total de 450.000 unidades.
En 1995, cuando Finlandia se unió a la UE, hubo que eliminar los monopolios en la producción y las importaciones. Así, la corporación se separó en Alko (distribución), Primalco (producción de alcohol) y Havistra (venta a granel), que en conjunto formaron el Grupo Altia; sólo Alko mantuvo el monopolio.
En 1998, Alko se escindió por completo del Grupo Altia, que luego se reorganizó para formar Altia Oyj. Si bien Altia Oyj y Alko permanecen legalmente separados, Alko es el principal cliente de los productos de Altia.

## Productos
Como único minorista de bebidas alcohólicas fuertes en Finlandia, Alko tiene una amplia gama de productos que van desde vinos exclusivos hasta vodka a granel. Su selección de vinos ha aumentado en las últimas décadas a medida que ha habido un aumento en el consumo y un impulso del gobierno para cambiar los hábitos de bebida finlandeses a un estilo más "europeo", lo que significa pasar de los licores fuertes al vino y la cerveza. Si bien el consumo de vino ha aumentado, esto no ha reemplazado el consumo de otras bebidas alcohólicas, lo que niega el argumento de la "europeización". Hoy en día, los vinos ocupan la mayor parte del espacio en los estantes de una tienda Alko. Su selección de cervezas se concentra en versiones más fuertes de las lagers nacionales a granel y algunas cervezas fuertes de alta calidad de los principales países productores de cerveza, así como la tradicional Sahti en algunos lugares.
Los licores fuertes incluyen varias marcas finlandesas de vodka y todos los tipos principales de licores fuertes. Alko también vende marcas de bebidas producidas por la empresa estatal finlandesa Altia, que son productos tradicionales y no se venden en el extranjero. Muchos de ellos se remontan a los primeros productos lanzados tras el fin de la prohibición en Finlandia. Suelen ser para mezclar bebidas.